# Relaciones Andorra-Timor Oriental
Las relaciones Andorra-Timor Oriental son las relaciones diplomáticas entre Timor Oriental y Andorra.

## Historia
Los dos estados establecieron oficialmente relaciones diplomáticas el 20 de septiembre de 2011.

## Diplomacia
Ni Timor Oriental ni Andorra han acreditado a un embajador en el otro país. La embajada de Timor Oriental más cercana a Andorra es la Representación Permanente ante la Unión Europea en Bruselas. Andorra no tiene representación diplomática en la región alrededor de Timor Oriental.

## Requisitos de entrada
Los ciudadanos de Timor Oriental están exentos del requisito de visado para el Acuerdo de Schengen.